# Expiration pulmonaire

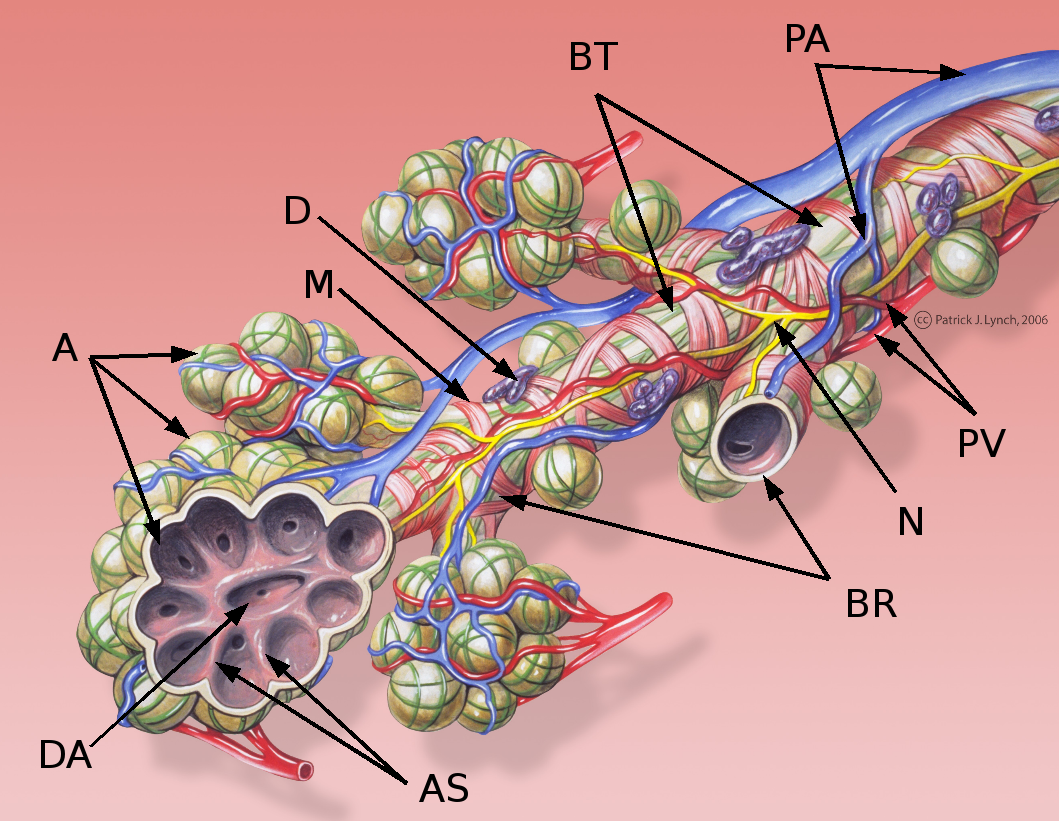
L'expiration commence dans le fond du poumon, quand le diaphragme remonte et que les alvéoles pulmonaires (image ci-dessus) se vident de leur air vicié par le et de traces d'autres gaz, de microgouttelettes du fluide pulmonaire, et de nanoparticules issues du métabolisme, ainsi que des virus et bactéries présentes

L'expiration ou souffle correspond à la phase de la sortie de l'air des poumons lors de la ventilation pulmonaire, par le relâchement du diaphragme et la contraction des muscles intercostaux. La pression exercée ainsi sur les alvéoles pulmonaires libère l'air qu'elles contiennent.

## Composition du souffle
L'air expiré (environ 10,000 litres par jour, en moyenne pour un humain) est appauvri en oxygène et enrichi en vapeur d'eau et en CO2 (et moindrement en d'autres gaz dont l'odeur est parfois perceptible dans l'haleine). Il contient aussi une quantité plus ou moins importante d'« aérosols respiratoires ». Ces aérosols sont invisibles. Ils contiennent des virus et des bactéries, éventuellement pathogènes provenant de l'arbre respiratoire et de la cavité buccale. Ces aérosols contribuent - pour certaines maladies infectieuses et aérotransmissibles - au phénomène de contagion, même en l'absence de toux et d'éternuement) ;
- Le fait de parler fort (a fortiori en  postillonnant) et plus encore le fait de crier augmente beaucoup la quantité de particules émises à l'expiration[2].
- Une expiration profonde (ample) génère 4 à 6 fois plus de nanoparticules et microgouttelettes dans le flux d'air expiré qu'une expiration normale ; et le fait d'avoir rapidement inhalé l'air qui va être expiré, y induit une augmentation supplémentaire de 2 à 3 fois la concentration normale[2] ; alors qu'une expiration rapide mais peu profonde a eu peu d'effet sur la concentration de l'air expiré en aérosols[2] ;
- Plus généralement, le degré et la rapidité d'ouverture des voies aériennes après une fermeture des voies respiratoires est un mécanisme important de production plus ou moins élevée de particules en suspension dans l'air expiré (maximal dans le cas d'une toux ou d'un éternuement)[3].  Le volume d'air résiduel des poumons (sains) juste avant une inspiration est l'un prédicteurs du taux de particules expirées dans l'expiration qui va suivre (dans la gamme des particules de 0,30 à 2,0 micromètres), mais la fermeture/réouverture des voies respiratoires à ce moment est déterminant : le taux de micro ou nanoparticules expirées peut être multiplié de 2 à 18 s'il y a eu fermeture des voies respiratoires entre la phase de l'inspiration et celle de l'expiration ; cette différence est la plus forte dans la gamme des particules les plus petites (1 micromètre ou moins)[3]. Ces particules proviennent des bronchioles terminale[3].
- Le taux d'aérosol respiratoire tend à croître avec l'âge[2].
- L'infime quantité de particules expirées, dite condensat respiratoire peut maintenant être échantillonnée (par des techniques non invasives) et étudié par des moyens normalisés[4],[5].
- Ce condensat comprend des particules inhalées et ré-expirées, mais aussi des particules endogènes (c'est-à-dire formées dans le tractus respiratoire). Ces particules reflètent la composition chimique du liquide recouvrant les voies respiratoires[3].
- Les matières volatiles et/ou non-volatiles (quelques métabolites, protéines et molécules...) qu'il contient pourraient peut-être dans le futur être utilisés comme biomarqueurs de l'inflammation pulmonaire et du stress oxydatif dans le cadre d'un diagnostic non-invasif[6].
- de la même manière que l'Alcootest détecte et quantifie l'alcool éthylique dans l'haleine d'une personne, il est théoriquement possible de détecter et suivre en temps réel (par spectrométrie de masse par exemple) d'autres molécules (en 2014, des tests avaient déjà porté sur le propofol, le fentanyl, la méthadone, la nicotine et l'acide valproïque)[7], ce qui peut être utile chez un patient inconscient ou dans l'incapacité de parler, ou ne connaissant pas le nom des médicaments qu'il a pris, pour surveiller l'absorption et les effets de futurs traitements individualisés, par exemple[7].
- On envisage de détecter dans l'air expiré des « marqueurs » permettant de mieux diagnostiquer ou suivre l'évolution des maladies pulmonaire telles que la bronchopneumopathie chronique obstructive (BPCO) ou la fibrose pulmonaire (sous-diagnostiquées), sans avoir à utiliser des méthodes invasives (comme le lavage bronchoalvéolaire) ou de coûteux appareils sophistiqués comme cela est souvent nécessaire aujourd'hui[8],[9]. Par exemple : la protéine A (protéine du groupe des collectines, surfactantes et naturellement antibiotiques, composant important du fluide plus ou moins liquide ou mucilagineux qui couvre les parois des parties profondes de l'arbre respiratoire[10]), est réduite dans certaines maladies pulmonaires telles que le syndrome de détresse respiratoire aiguë (SDRA), la pneumonie ou l'asthme[11]. Il semble possible pour certaines molécules ou particules de même détecter leur zone de provenance dans le poumon[12] ou l'épithélium nasal[13]

## Mesure du souffle
En forçant un patient à expulser ainsi de l'air, on peut déceler certaines maladies pulmonaires, qui gênent l'expiration car les bronches sont alors encombrées.

### Exploration ventilatoire
Permet de mesurer et enregistrer des volumes respiratoires et des débits expiratoires.
Pas fumer depuis plus de 3 heures.
Arrêt de certains médicaments sur prescription médicale.
Utilisation d'un pince nez.

### Mesure du DEP (Débit expiratoire de pointe)
(Peak flow en anglais)
Débit expiratoire maximal atteint lors d'une expiration forcée commencée en inspiration forcée.
Méthode : 
En position debout, tenir le débitmètre de pointe entre les mains (attention de ne pas bloquer le curseur, a ce qu'il soit en position verticale et qu'il soit bien sur 0).
Prendre une inspiration profonde.
Placer l'embout dans la bouche et serrer les lèvres.
Expirer aussi fort et vite que possible.
Enregistrer le résultat. Remettre à 0.
Répéter 2 fois la manœuvre. Prendre la meilleure des 3 valeurs.

### Exploration fonctionnelle respiratoire
Étude des volumes et débits gazeux qui entrent et sortent de l'appareil respiratoire au cours des mouvements de la respiration. Cet examen est réalisé avec un spiromètre.

## En musique
Le chant et les instruments à vent modulent et utilisent l'air expiré. 